# Esteban Daza
Esteban Daza (także Daça ur. ok. 1537, zm. ok. 1591–1596) – hiszpański kompozytor i vihuelista działający w XVI wieku.
Pochodził z Valladolid, był mieszczaninem. Jest autorem wydanego w 1576 roku zbioru tabulatur Libro de música de cifras para vihuela, intitulado El Parnaso, składającego się z trzech ksiąg. Księga pierwsza zawiera 22 fantazje na vihuelę solo, w pozostałych dwóch znajduje się 40 transkrypcji utworów na głos solowy i vihuelę (motetów, madrygałów, villanelli, villancicos) autorstwa innych kompozytorów, głównie hiszpańskich.